# Hrabstwo Sequoyah
Sequoyah – hrabstwo w stanie Oklahoma w USA. Populacja liczy 42 391 mieszkańców (stan według spisu z 2010 roku).

## Miasta
- Gans
- Gore
- Marble City
- Moffett
- Paradise Hill
- Roland
- Sallisaw
- Vian

## CDP
- Akins
- Badger Lee
- Belfonte
- Blackgum
- Box
- Brent
- Brushy
- Carlisle
- Dwight Mission
- Evening Shade
- Flute Springs
- Liberty
- Long
- Marble City Community
- McKey
- Nicut
- Notchietown
- Pinhook Corners
- Redbird Smith
- Remy
- Short
- Stony Point
- Sycamore